# Ахмет Алтан
Ахмет Алтан (на турски: Ahmet Altan) е турски журналист и писател, автор на бестселъри в жанровете съвременен криминален, исторически и любовен роман.

## Биография и творчество
Ахмет Хюсрев Алтан е роден на 2 март 1950 г. в Анкара, Турция, в семейството на писателя и журналиста Четин Алтан. Има брат – Мехмет Алтан, журналист и преподавател в Истанбулския университет.
След завършване на Робърт колеж учи в Близкоизточния технически университет в Анкара, но напуска по различни причини. Дипломира се в Икономическия факултет на Истанбулския университет. Работи като коректор в издателство „Билги“, нощен репортер, кореспондент на „Асошиейтед прес“, и същевременно дълги години е колумнист във вестниците „Хюрриет“, „Миллиет“, „Йени юзйъл“ и др. През 1995 г. публикува в „Миллиет“ статия, озаглавена „Atakurd“, в която представя алтернативна история на Турция. Заради публикацията е уволнен от вестника и е осъден на 18 месеца затвор. През 2007 г. става основател, главен редактор и колумнист във вестник „Тараф“. През 2008 г. публикува статията „Oh, My Brother“, посветена на жертвите на арменския геноцид. Заради нея срещу него е заведено дело за обида на турската национална идентичност. Става много известен с активната си гражданска позиция. През 2012 г. напуска вестник „Тараф“. Работи и към различни телевизионни канали.
Като писател дебютира през 1982 г. с автобиографичния роман „Четири сезона есен“, който веднага е оценен от критиката и получава награда за дебют. През 1985 г. е издаден романът му „Sudaki İz“ (Следа във водата). Той става бестселър, но още същата година книгата е конфискувана и забранена за разпространение заради сексуалния си подтекст. След 2 години е преиздаден в цензуриран вариант.
През 1998 г. е издаден романът му „Като рана от меч“, в който описва борбата на българите от Македония и Одринска Тракия и ролята им за събарянето на османската империя. Той е последван от романа „İsyan Günlerinde Aşk“ (Любов в превратно време), чийто сюжет е на фона на исторически преломното начало на XX век.
През 2002 г. е издаден романът му „Изневяра“, който е композиран върху класически любовен триъгълник. Чувствителната психологическа тема става обект на разгорещени спорове, коментари и социологически проучвания във всички слоеве на турското общество, като писателят е особено атакуван от ислямистите.
Произведенията на писателя неизменно са в списъците на бестселърите.
През 1968 г. се жени за Гунар Алтан, с която имат двама сина – Санем (1972) и Керем (1980). Ахмет Алтан живее със семейството си в Истанбул.

## Произведения

### Самостоятелни романи
- Dört Mevsim Sonbahar (1982)
- Sudaki İz (1985)
- Yanlızlığın Özel Tarihi (1991)
- Tehlikeli Masallar (1996)
- Kılıç Yarası Gibi (1998) – награда „Юсус Нади“
Като рана от меч, изд. ИК „Памет“, София (2011), прев. Панайотка Панайотова
- İsyan Günlerinde Aşk (2001)
- Aldatmak (2002)
Изневяра, изд. ИК „Памет“, София (2012), прев. Панайотка Панайотова
- En Uzun Gece (2005)
Най-дългата нощ, изд. ИК „Матком“, София (2018), прев.
- Son Oyun (2013)
Край на играта, изд. „Сиела“, София (2015), прев. Елен Кирчева
- Ölmek Kolaydır Sevmekten (2015)
- Madame Hayat (2021)

### Сборници
- Gece Yarısı Şarkıları (1995)
- Karanlıkta Sabah Kuşları (1997)
- Kristal Denizaltı (2001)
- Ve Kırar Göğsüne Bastırırken (2003)
- İçimizde Bir Yer (2004)
- Bir Hayat Bir Hayata Değer (2016)
- Yabani manolyalar (2017)
- Dünyayı Bir Daha Görmeyeceğim (2019)